# Achipterina kaszabi
Achipterina kaszabi är en kvalsterart som först beskrevs av J. och P. Balogh 1988.  Achipterina kaszabi ingår i släktet Achipterina och familjen Ceratokalummidae. Inga underarter finns listade i Catalogue of Life.